# Amfipoli (Gemeindebezirk)
Amfipoli (griechisch Δημοτική Ενότητα Αμφίπολης) ist seit 1. Januar 2011 ein Gemeindebezirk in der gleichnamigen Gemeinde Amfipoli im Südosten des Regionalbezirks Serres. Vor der Kallikratis-Reform war Amfipoli von 1997 bis 2010 eine eigenständige Gemeinde um die eigentliche Ortschaft Amfipoli. Sitz der ehemaligen Gemeinde war der Ort Paleokomi.
Innerhalb des Gemeindebezirks gibt es zahlreiche archäologische Stätten. Die bekannteste ist die antike Stadt Amphipolis, nach der der Gemeindebezirk auch benannt wurde. Bei Mesolakkia fand man auf dem Hügel 133 eine bedeutende prähistorische Siedlung und etwas weiter östlich das Kasta-Grab. An der Mündung des Strymon lag die antike Hafenstadt Eion und die byzantinische Stadt Chrysoupolis. Am westlichen Ufer des Flusses bei Nea Kerdylia steht der Löwe von Amphipolis und bei Sykia fand man zwei makedonische Gräber. Diese gehörten wahrscheinlich zu der antiken Kolonie Argilos. Nördlich im Kerdyllia-Gebirge lag die antike Siedlung Kerdylion. 

## Gliederung
Die Gemeinde Amfipoli ist in vier Ortsgemeinschaften geteilt.
Die Einwohnerzahlen stammen aus dem Ergebnis der Volkszählung 2011.
- Ortsgemeinschaft Amfipolis – Τοπική Κοινότητα Αμφιπόλεως – 185
  - Amfipolis – Αμφίπολις – 147
  - Nea Amfipolis – Νέα Αμφίπολις – 38
- Ortsgemeinschaft Mesolakkia – Τοπική Κοινότητα Μεσολακκιάς – 341
  - Mesolakkia – Μεσολακκιά – 16
  - Nea Mesolakkia – Νέα Μεσολακκιά – 325
- Ortsgemeinschaft Nea Kerdylia – Τοπική Κοινότητα Νέων Κερδυλίων – 645
  - Akti Neon Kerdylion – Ακτή Νέων Κερδυλίων – 49
  - Limani – Λιμάνι – 4
  - Logkari – Λογκάρι – 24
  - Nea Kerdylia – Νέα Κερδύλια – 538
  - Sykia – Συκιά – 30
- Ortsgemeinschaft Paleokomi – Τοπική Κοινότητα Παλαιοκώμης – 1.444
  - Nea Fyli – Νέα Φυλή – 170
  - Paleokomi – Παλαιοκώμη – 1.274